# Emilis Pileckis
Emilis Pileckis (* 27. Juni 1990 in Vilnius)  ist ein litauischer Schachspieler.

## Leben
Pileckis lernte an der Mstislavas-Dobužinskis-Mittelschule Vilnius. 2009 absolvierte er die Physik-Schule „Fizikos Olimpas“ mit dem Bronzezeugnis und nahm an der Internationalen Physikolympiade in Mexiko teil. Von 2009 bis 2013 absolvierte er das Bachelorstudium und von 2013 bis 2015 das Masterstudium der Physik an der Universität Vilnius. Einige Jahre arbeitete er an der Schule „Fizikos Olimpas“.
2009 wurde Pileckis zum Internationalen Meister ernannt. Er hat auch alle erforderlichen Normen zum Titel Großmeister erzielt, da er die erforderliche Elo-Zahl noch nicht erreicht hat, kann er den Titel noch nicht entgegennehmen. Seine höchste Elo-Zahl war 2472 im Oktober 2008. Trainiert wird er wie Salvijus Berčys von FIDE-Meister Rišardas Fichmanas.